# آنا بريدجيت بلودن
آنا بريدجيت بلودن(بالإنجليزية: Anna Bridget Plowden)‏، الحاصلة على رتبة الإمبراطورية البريطانية، هي عالمة آثار من مواليد 18 سبتمبر 1938 وتُوفيت في 21 أغسطس 1997. وُصفت نا بأنها أول عالمة آثار مُدربة علميًا للعمل في القطاع الخاص، بدلاً من المتاحف أو الجامعات. عملت آنا كخبيرة مستقلة بعد أن أنشأت شركتها الخاصة آنا بلودن المحدودة في عام 1968. ومن أجل تنفيذ مشاريع أكبر، اندمجت أعمالها مع بيتر سميث تحت مُسمّى شركة آر أند آر المحدودة في عام 1985. ولا تزال شركة بلودن وسميث واحدة من أكبر الشركات وأكثرها نجاحًا في قطاع الحفاظ على الآثار الخاص.

## التكريمات
انتُخبت آنا في عام 1970 كزميلة للمعهد الدولي للحفظ. وفي عام 1997، حصلت على رتبة الإمبراطورية البريطانية لخدمات الصيانة للمتاحف.